# Полсон, Норрис
Норрис Полсон (англ. Charles Norris Poulson; 1895—1982) — американский политик. 36 -й мэр Лос-Анджелеса (1 Июля 1953 г. — 1 Июля 1961 г.).
Родители иммигрировали из Дании. Полсон известен тем, что чуть было не сорвал визит Н. С. Хрущёва в США в 1959 г.

## Скандал во время визита Н. С. Хрущёва в США в 1959 г
В сентябре 1959 г. во время визита Н. С. Хрущёва в Голливуд, в отеле «Амбассадор» был вечерний прием, на котором мэр Полсон и Н. Хрущёв обменялись речами. В своей речи Полсон решил напомнить главе СССР его наделавшие шума слова в адрес запада «мы вас похороним». Хрущев обиделся и в ответной речи пригрозил немедленно вылететь обратно в Москву коль его руку дружбы не принимают американцы. Зять Хрущёва А. И. Аджубей, сопровождавший Никиту Сергеевича в этой поездке, в книге «Лицом к лицу с Америкой» вспоминает: «И в настороженной тишине зала, который понял, что, встречая главу Советского правительства, нельзя говорить слова, ведущие к осложнению отношений, кто-то очень взволнованно крикнул: — Принимаем, принимаем!». Полсон проиграл компанию по переизбранию в 1961 г.